# جدول مدال‌های المپیک زمستانی ۲۰۱۴
جدول مدال‌های بازی‌های المپیک زمستانی ۲۰۱۴ جدول مدال‌های دریافتی بر اساس رتبه بندی کمیته‌های ملی المپیک در بازی‌های المپیک زمستانی ۲۰۱۴ است که در سوچی، روسیه از ۷ تا ۲۳ فوریه برگزار می‌شود. حدود ۲۸۰۰ ورزشکار در ۹۸ بخش در ۷ ورزش شرکت می‌کنند. با اضافه شدن ۱۲ بخش به رقابت‌ها این مسابقات را به بزرگ‌ترین مسابقات بازی‌های المپیک زمستانی تاکنون تبدیل کرده‌است. در این مسابقات اسلوونی اولین مدال طلا را کسب کرد.

## جدول مدال‌ها
این جدول بر اساس اطلاعات ارائه شده توسط کمیته ملی المپیک است. در این جدول ابتدا بررسی بر پایه تعداد مدال‌های طلا کسب شده توسط ورزشکاران آن کشور است و سپس تعداد مدال‌های نقره و تعداد مدال‌های برنز.
کلید
      کشور میزبان
| رتبه            | کشور                      | طلا | نقره | برنز | مجموع |
| 1               | روسیه (RUS)               | ۱۳  | ۱۱   | ۹    | ۳۳    |
| 2               | نروژ (NOR)                | ۱۱  | ۵    | ۱۰   | ۲۶    |
| 3               | کانادا (CAN)              | ۱۰  | ۱۰   | ۵    | ۲۵    |
| 4               | ایالات متحده آمریکا (USA) | ۹   | ۷    | ۱۲   | ۲۸    |
| 5               | هلند (NED)                | ۸   | ۷    | ۹    | ۲۴    |
| 6               | آلمان (GER)               | ۸   | ۶    | ۵    | ۱۹    |
| 7               | سوئیس (SUI)               | ۶   | ۳    | ۲    | ۱۱    |
| 8               | بلاروس (BLR)              | ۵   | ۰    | ۱    | ۶     |
| 9               | اتریش (AUT)               | ۴   | ۸    | ۵    | ۱۷    |
| 10              | فرانسه (FRA)              | ۴   | ۴    | ۷    | ۱۵    |
| 11              | لهستان (POL)              | ۴   | ۱    | ۱    | ۶     |
| 12              | چین (CHN)                 | ۳   | ۴    | ۲    | ۹     |
| 13              | کره جنوبی (KOR)           | ۳   | ۳    | ۲    | ۸     |
| 14              | سوئد (SWE)                | ۲   | ۷    | ۶    | ۱۵    |
| 15              | جمهوری چک (CZE)           | ۲   | ۴    | ۲    | ۸     |
| 16              | اسلوونی (SLO)             | ۲   | ۲    | ۴    | ۸     |
| 17              | ژاپن (JPN)                | ۱   | ۴    | ۳    | ۸     |
| 18              | فنلاند (FIN)              | ۱   | ۳    | ۱    | ۵     |
| 19              | بریتانیای کبیر (GBR)      | ۱   | ۱    | ۲    | ۴     |
| 20              | اوکراین (UKR)             | ۱   | ۰    | ۱    | ۲     |
| 21              | اسلواکی (SVK)             | ۱   | ۰    | ۰    | ۱     |
| 22              | ایتالیا (ITA)             | ۰   | ۲    | ۶    | ۸     |
| 23              | لتونی (LAT)               | ۰   | ۲    | ۲    | ۴     |
| 24              | استرالیا (AUS)            | ۰   | ۲    | ۱    | ۳     |
| 25              | کرواسی (CRO)              | ۰   | ۱    | ۰    | ۱     |
| 26              | قزاقستان (KAZ)            | ۰   | ۰    | ۱    | ۱     |
| 11–26           | Remaining NOCs            | 21  | 36   | 34   | 91    |
| مجموع (۲۶ کشور) | مجموع (۲۶ کشور)           | ۹۹  | ۹۷   | ۹۹   | ۲۹۵   |